# Mirimordella gracilicruralis
Mirimordella gracilicruralis es una especie de coleóptero de la familia Mordellidae. Es la única especie del género Mirimordella.

## Distribución geográfica
Habita en Liaoning (China).